# Cape Coloureds
Cape Coloureds ("Kapfarvede" eller "Kaps farvede") henviser til dagens efterkommere af hollandske nybyggere og lokale indfødte (mest Khoisan), samt sydøstasiatiske slaver indført til Sydafrika, sammen med andre grupper af blandet ophav. De er den dominerende befolkningsgruppe i provinsen Western Cape, som har en befolkning på cirka fire millioner. De fleste af Kaps farvede har afrikaans som modersmål, mens de af europæisk eller asiatisk ophav er engelsksprogede.
Slaverne blev ført ind fra Indonesien, Malaysia, Madagaskar og Mozambique, og fra dette varierede ophav udviklede de sig gradvis til en gruppe, som senere blev klassificeret som en stor etnisk gruppering under apartheid–regimet. I mange tilfælde blev slaverne importeret for at være konkubiner og hustruer for enlige mandlige hollandske nybyggere. Folk fra Indien blev også ført til Kap og solgt som slaver af hollandske nybyggere. De indiske slaver fik næsten altid kristne navne, men deres oprindelsessted blev nedtegnet i salgsfakturaen og gennem andre dokumenter var det muligt at at få en oversigt over mængden af slaver fra forskellige regioner. Men disse slaver blev spredt og mistede deres indiske identitet i tidens løb og blev efter det kaldt kapfarvede. Stor etnisk blanding er derfor sket i løbet af generationerne mellem europæere, indere, malaysiere, forskellige bantustammer, sammen med indfødte khoikhoi og san.
Teknisk henviser begrebet "Cape Coloured" til en undergruppe af "farvede" sydafrikanere. Apartheidbureaukratiet brugte subjektive kriterier til at bedømme, om en person var kapfarvet eller tilhørte en anden beslægtet farvet undergruppe som "kapmalaysiere" eller "andre farvede". Der er ofte undtagelser fra denne generalisering, og konsekvenserne af apartheid–klassifikationerne førte ofte til tragikomiske konsekvenser, hvor nogle lysere familiemedlemmer blev klassificeret som "hvide" og andre som "farvede".
De kapfarvede er langt fra en homogen gruppe. Inddelingen af den blev forstærket af apartheid–klassifikationerne, som definerede hierarkier inden for denne gruppe. Som en konsekvens heraf er der meget etnisk intolerance mellem selvdefinerede grupper af kapfarvede. Mange kapfarvede har totalt forskellige baggrund, nogle har hovedsagelig europæisk og andre mest sort sydafrikansk baggrund. Mange har også mest indisk eller indonesisk/malaysisk baggrund. Religiøse forskelle eksisterer også, mange er kristne, mens andre er muslimer. Derfor bliver mange kapfarvede meget fornærmede over at blive klassificeret i en bestemt "farve"etnisk kategori.